# 太平洋裸齒隆頭魚
太平洋裸齒隆頭魚（学名：Decodon pacificus），又名三齒仔、紅娘仔、日本婆仔，为輻鰭魚綱鱸形目隆頭魚亞目隆頭魚科裸齒隆頭魚屬下的一个种，分布於西北太平洋的日本及台灣海域，體長可達16公分，棲息在大陸棚及大陸坡，生活習性不明。